# Список керівників держав 160 року
Список керівників держав 160 року — це перелік правителів країн світу 160 року
Список керівників держав 159 року — 160 рік — Список керівників держав 161 року — Список керівників держав за роками

## Європа
- Боспорська держава — цар Тіберій Юліус Євпатор (154-174)
- Ірландія — верховний король Конайре Коем (157-165)
- Римська імперія
  - імператор Антонін Пій (138-161)
  - консул Аппій Анній Ацілій Брадуа (160)
  - консул Тит Клодій Вібій Вар (160)
- Улад — король Тіпраіті Тіреач (136-187)

## Азія
- Аракан (династія Сур'я) — раджа Сана Сур'я (146-198)
- Близький Схід
  - Бану Джурам (Мекка) — шейх Аль-Харіс (150-160), його змінив син Амр II (160-180)
  - Велика Вірменія — цар Сохемос (144-161, 164-186)
  - Осроена — цар Ману VIII (139-163, 165-167)
  - Харакена — цар Орабаз II (151-165)
  - Хим'яр — цар Дхамаалі Юхабірр I (145-160), його змінив Тхаран I (160-170)
- Іберійське царство — цар Фарсман III (135-185)
- Індія
  - Кушанська імперія — великий імператор Хувішка I (140-183)
  - Царство Сатаваханів — магараджа Вашиштіпутра Пулумайї (136-158/164)
- Китай
  - Династія Хань — імператор Лю Чжи (Хуань-ді) (146-168)
    - шаньюй південних хунну Їлінжоші Чжуцю (147—172)
- Корея
  - Когурьо — тхеван (король) Чхатхе (146-165)
  - Пекче — король Керу (128-166)
  - Сілла — ісагим (король) Адалла (154-184)
- Персія
  - Парфія — шах Вологез III (147-191)
- Сипау (Онг Паун) — Сау Кам Кяу (127-207)
- плем'я Хунну — шаньюй (вождь) Цзюйцзюйр (147-172)
- Японія — тенно (імператор) Сейму (131-191)

## Африка
- Царство Куш — цар Тарекенівал (155-170)